# Tòa án Tối cao Pakistan

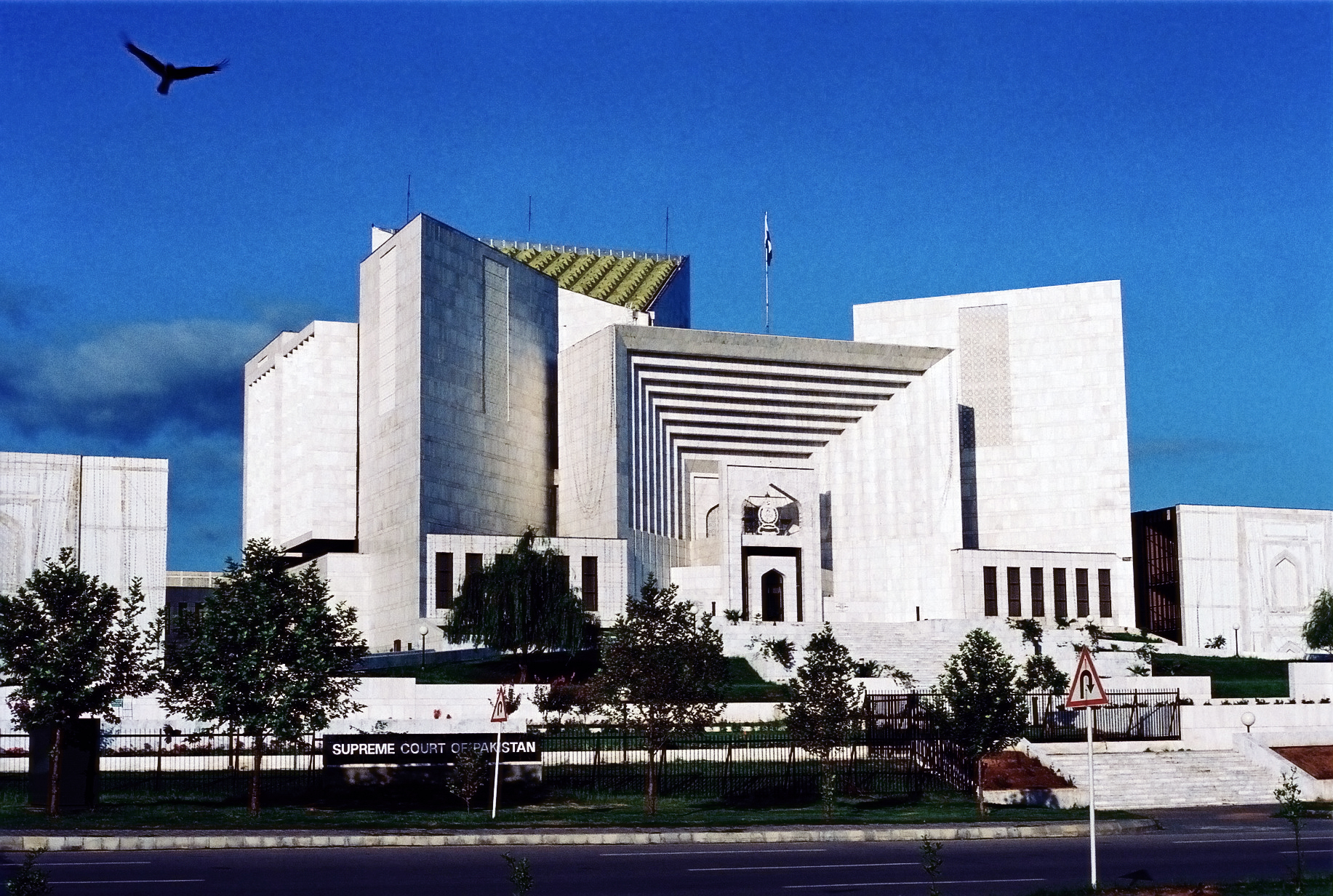
Tòa nhà Tòa án tối cao Pakistan năm 2004.

Tòa án Tối cao Pakistan (tiếng Urdu: عدالت عظمیٰ پاکستان; Adālat-e-Uzma Pākistān) là tòa án cao nhất trong hệ thống phân cấp tư pháp của Pakistan. Pakistan.
Được thành lập theo Phần VII của Hiến pháp Pakistan, cơ quan này có thẩm quyền giải quyết tố tụng, ban đầu và tư vấn cuối cùng trên tất cả các tòa án (bao gồm tòa án cao cấp, quận, quận đặc biệt và tòa án Shariat), liên quan đến các vấn đề của luật liên bang và có thể hành động Về các bản án được đưa ra đối với các trường hợp trong ngữ cảnh mà nó được hưởng quyền tài phán. Trong hệ thống tòa án của Pakistan, Toà án Tối cao là trọng tài cuối cùng của tranh chấp pháp lý và hiến pháp cũng như cơ quan có thẩm quyền giải thích cuối cùng của luật hiến pháp.
Trong văn kiện hiện đại của mình, Toà án Tối cao được tổ chức gồm Chánh án Tòa án Tối cao Pakistan, mười sáu thẩm phán và hai vị đặc biệt được xác nhận là do Tổng thống bổ nhiệm theo đề cử của họ từ việc lựa chọn Thủ tướng Chính phủ dựa trên bằng cấp của họ. Một khi được bổ nhiệm, các thẩm phán dự kiến sẽ hoàn thành một nhiệm kỳ và sau đó nghỉ hưu, trừ khi thời hạn của họ bị chấm dứt bởi việc từ chức hoặc bị Triệu đồng do Hội đồng Tư pháp Tối cao đưa ra, dẫn đến một sự tham khảo của tổng thống về hành vi sai trái của thẩm phán. Trong phần phán quyết của họ, các thẩm phán thường được phân loại là có triết lý bảo thủ, văn bản, trung bình và tự do trong việc giải thích luật pháp và xét xử của họ. :1915:436
Toà Tối cao có trụ sở thường trú tại Islamabad và nhóm họp tại Tòa nhà Tòa án Tối cao ở Đại lộ Hiến pháp. Tòa án tối cao đôi khi còn được gọi là SCOP, tương tự như các thủ tướng Pakistan khác. 

## Lịch sử
Năm 1861, chính phủ Anh tại Ấn Độ đã ban hành Đạo luật Tòa án Tối cao Ấn Độ tạo ra tòa án cao trên khắp tiểu lục địa Ấn Độ ở các tỉnh khác nhau trong khi bãi bỏ các tòa án tối cao Calcutta, Bombay, Madras, Lahore và cả hệ thống Panchayati trong các ghế thống trị độc lập.: :234
Cho đến khi Đạo luật của Chính phủ Ấn Độ được ban hành vào năm 1935 đã tạo ra Toà án Liên bang, các tòa án cao mới này có quyền hạn phân biệt là Tòa án cao nhất cho tất cả các vụ án. Giải quyết các tranh chấp giữa các tỉnh, các tổng thống và chính phủ Anh của Ấn Độ, thường xuyên nghe các kháng cáo chống lại phán quyết của Tòa án Tối cao. :44–50
Sau khi Pakistan giành độc lập vào năm 1947, Toà án Liên bang cũng đã được phân chia giữa Ấn Độ và Pakistan với tư cách là Tư pháp Sir Harilal Kania trở thành Chánh án đầu tiên của Ấn Độ và Tư pháp Sir Abdul Rashid trở thành Bộ trưởng Tư pháp đầu tiên của Pakistan :294
Mặc dù truyền thống văn hoá luật sư Anh vẫn tiếp tục là một bộ phận không tách rời của Judicature, sự hiện diện hiện đại của Toà án tối cao Pakistan đã đến khi bộ quy tắc đầu tiên của Hiến pháp Pakistan được ban hành vào ngày 23 tháng 3 năm 1956. :10–11:24–26 Việc phê chuẩn Hiến pháp của Pakistan tái lập Tòa án Tối cao năm 1956, thay thế cho "Tòa án liên bang" cho "Toà án Tối cao", ban đầu có trụ sở tại Karachi, nơi Tòa án Tối cao Sindh tồn tại. Trong những năm tiếp theo, Toà án Tối cao đã được đưa tới Tòa án Tối cao Lahore cho đến khi Toà án tối cao được chuyển tới tòa nhà mới xây dựng ở Islamabad năm 1964.

## Thành phần hiến pháp

### Hiến pháp của tòa án
Mặc dù, Toà án Tối cao đã được thành lập theo đạo luật Ấn Độ, năm 1947, cấu trúc hiện đại của tòa án được tái lập bởi [Hiến pháp Pakistan năm 1956 | bộ thứ hai ] Vào năm 1956, và được tái cấu trúc bởi Hiến pháp của Pakistan năm 1973, trong đó một phần quan trọng của Hiến pháp được dành cho việc tái cơ cấu Tòa án Tối cao.
Phần VII của Hiến pháp, từ các điều từ 176 đến 191, đề cập đến quyền hạn, thành phần, quy tắc và trách nhiệm của Tòa án Tối cao.
Những điều khoản hiến pháp liên quan:
- Điều 176 - Thành phần của Toà án
- Điều 177 - Bổ nhiệm và trình độ của Chánh án
- Điều 178 - Lời tuyên thệ
- Điều 179 - Chế độ hưu trí
- Điều 180 - Thất nghiệp, vắng mặt, hoặc không có khả năng của Chánh án
- Điều 181 - Thất nghiệp, vắng mặt hoặc không có khả năng của các thẩm phán khác
- Điều 182 - Nhiệm vụ đột xuất của các thẩm phán
- Điều 183 - Vị trí của Toà án
- Điều 184 - Thẩm quyền giải quyết tranh chấp giữa hai hoặc nhiều
- Điều 185 - Thẩm quyền giải quyết khiếu nại
- Điều 186 - Nếu được yêu cầu, tư vấn cho Tổng thống về những vấn đề quan trọng của pháp luật
- Điều 186A - Thẩm quyền chuyển địa điểm
- Điều 187 - Các lệnh và trát đòi
- Điều 188 - Quyền duyệt xét bản án, lệnh của mình
- Điều 189 - Bối cảnh bản chất của quyết định của Toà án Tối cao đối với tất cả các Toà án Pakistan khác
- Điều 190 - Tất cả các cơ quan hành pháp và tư pháp ở Pakistan đều phải trợ giúp Tòa án Tối cao

### Quy mô Tòa án
Phần VII của Hiến pháp Pakistan đã tái lập lại thành phần của Toà án Tối cao và [Tòa án tối cao của Pakistan], nhưng nó không quy định cụ thể số thẩm phán được phân xử trong Toà án Tối cao. Các bằng cấp được coi là công lý tối cao của tòa án được áp dụng nghiêm ngặt dựa trên Công bằng, cá tính trí tuệ cá nhân, và kinh nghiệm như một thẩm phán ở các tòa án cao. Trong Chương 1: Các Toà án. Của Phần VII: Bộ tư pháp trong Hiến pháp Pakistan.
Năm 1947, Tòa án Tối cao bao gồm một Chánh án và sáu thẩm phán cấp cao từ Sindh, Punjab, NWFP, Balochistan và East Bengal :94–95 Trong nhiều năm liền, công việc của Toà tăng lên và các vụ bắt đầu thu thập, dẫn đầu Toà án tối cao yêu cầu Parliament tăng lên Số lượng các thẩm phán</ref>. Khi số lượng các thẩm phán đã tăng lên, họ ngồi trong hai băng ghế nhỏ của hai hoặc ba (được gọi là một division bench Nhưng trong các băng ghế lớn hơn năm người (gọi là băng ghế hiến pháp) khi được yêu cầu giải quyết các vấn đề cơ bản Các câu hỏi về luật pháp. :16–17